# Banco Comercial Franco-Brasileiro
O Banco Comercial Franco-Brasileiro foi um banco brasileiro, fundado em 1913 na cidade de Porto Alegre, capital do estado do Rio Grande do Sul. Sua sede era na Praça da Alfândega, no centro da cidade de Porto Alegre. Entre seus incorporadores estava o coronel Manoel Py e Possidônio Mâncio da Cunha Júnior. Seu principal acionista era o coronel Manoel Py, que também foi diretor do banco. O banco seria liquidado em 1924.